# Kleinste jager
De kleinste jager (Stercorarius longicaudus) is een overwegend bruinzwarte en grijze jager.

## Kenmerken
Hij verschilt van de kleine en middelste jager door de sterk verlengde middelste staartpennen, die bijna half zo lang zijn als het lichaam van deze vogel. De kleinste jager wordt 48 tot 53 centimeter groot en weegt 225 tot 350 gram. Beide geslachten hebben hetzelfde verenkleed: een gele nek, een zwarte "pet", lange staartpennen, een lichte buikzijde en een donkere rug.

## Leefwijze
In het broedgebied bestaat het voedsel voornamelijk uit kleine zoogdieren zoals lemmingen. Verder eet de kleinste jager ook eieren, andere vogels, insecten, wormen en bessen. Op zee voedt de kleinste jager zich met vis en aas, vaak geroofd van andere zeevogels.

## Voortplanting
Het vrouwtje heeft 1 legsel, dat bestaat uit 2 eieren. De eieren zijn lichtbruin met zwarte spikkels.

## Verspreiding en leefgebied
Hij leeft op beide poolgebieden, zowel in open zee als in het poolgebied zelf. Het zijn trekvogels, die grote afstanden afleggen. De kleinste jager broedt in het hoge noorden, waar ze vooral lemmingen vangen. 's Winters vindt men ze op de wateren rond Antarctica. In Antarctica vangen ze zelf vis en stelen ook prooien van andere zeevogels.
De soort telt twee ondersoorten:
- S. l. longicaudus: noordelijk Scandinavië en noordelijk Rusland.
- S. l. pallescens: oostelijk Siberië, arctisch Noord-Amerika en Groenland.

Zijn habitat zijn steenachtige vlakten en hoge toendra's.

## Voorkomen in Nederland
De kleinste jager is langs de Nederlandse kust een zeer schaarse doortrekker, die vrijwel uitsluitend wordt gezien tijdens de najaarstrek in de maanden augustus-oktober.

## Status
De grootte van de populatie is in 2015 geschat op 250-750 duizend volwassen vogels. Op de Rode lijst van de IUCN heeft deze soort de status niet bedreigd.

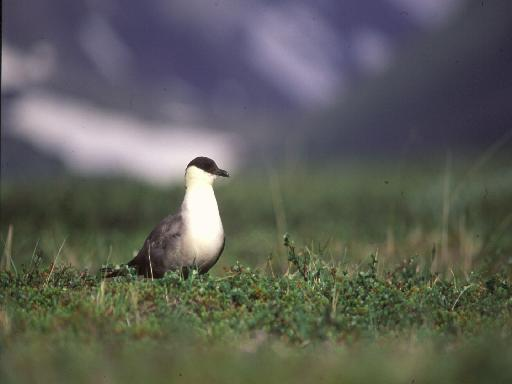